# Roy Oswalt
Roy Edward Oswalt, född den 29 augusti 1977 i Kosciusko i Mississippi, är en amerikansk före detta professionell basebollspelare som spelade 13 säsonger i Major League Baseball (MLB) 2001–2013. Oswalt var högerhänt pitcher.
Oswalt var i mitten av 2000-talet en av MLB:s bästa pitchers. Han valdes till MLB:s all star-match tre år i rad 2005–2007. 2004 hade han flest vinster (20) i National League och 2006 hade han lägst earned run average (ERA) (2,98) i samma liga. 2005 utsågs han till mest värdefulla spelare (MVP) i finalen i National League (NLCS). Vid fem tillfällen kom han bland de fem bästa i omröstningen till Cy Young Award, priset till ligans bästa pitcher.

## Uppväxt
Oswalt föddes i Kosciusko i Mississippi, men växte upp i närbelägna Weir, en ort med bara cirka 500 invånare.

## Karriär

### Major League Baseball

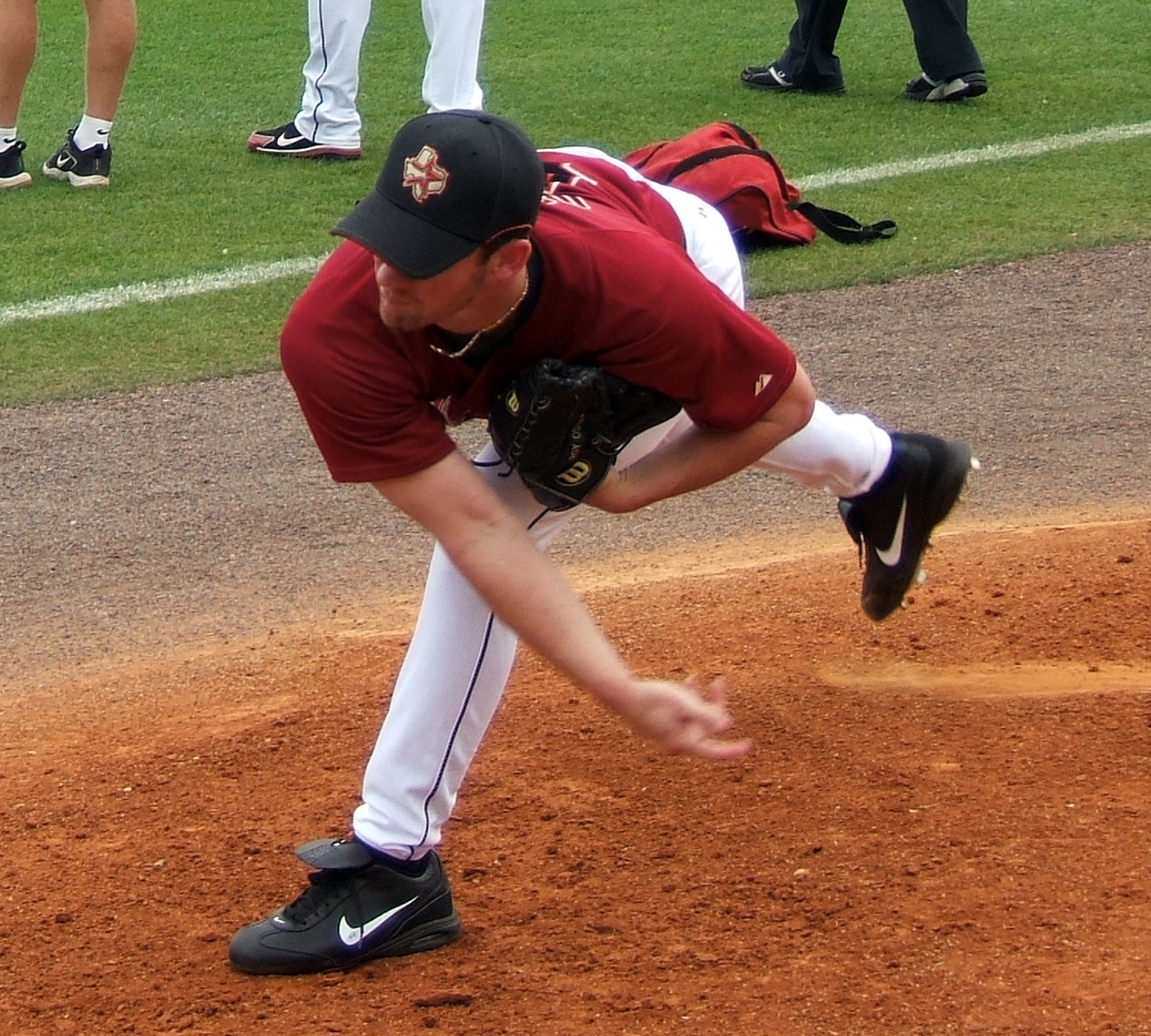
Oswalt i Houston Astros dräkt 2008.

Oswalt draftades av Houston Astros 1996 som 684:e spelare totalt och spelade under sin MLB-karriär för Astros (2001–2010), Philadelphia Phillies (2010–2011), Texas Rangers (2012) och Colorado Rockies (2013). Han spelade totalt 365 matcher i MLB, varav 341 starter, och var 163-102 (163 vinster och 102 förluster) med en earned run average (ERA) på 3,36 och 1 852 strikeouts.
Oswalt blev efter 2012 års säsong free agent. Det dröjde dock en bit in på nästa säsong, i början av maj 2013, innan han skrev på för någon MLB-klubb, i form av ett minor league-kontrakt med Colorado Rockies. I slutet av juni tog han en plats i Rockies spelartrupp, men han förlorade sina fyra första starter med en ERA på 7,64 och därefter blev han skadad. Först två månader senare återkom han i spel för Rockies, som ville ge honom några matcher innan säsongen tog slut för att utvärdera honom inför 2014. Det gick inte så bra då heller och Oswalt var under säsongen 0-6 med en ERA på 8,63 på nio matcher, varav sex starter. Efter säsongen blev han återigen free agent.
I februari 2014 tillkännagav Oswalt att han avslutade karriären. Hans 143 vinster för Astros var då näst flest i klubbens historia efter Joe Niekros 144 vinster. Den 5 april skrev Oswalt och den tidigare lagkamraten Lance Berkman båda på ett symboliskt kontrakt för en dag med Houston Astros för att officiellt kunna avsluta karriären med klubben. De hyllades i en ceremoni före den dagens hemmamatch.

### Internationellt
Oswalt tog guld för USA vid olympiska sommarspelen 2000 i Sydney. Han startade två matcher, båda mot Sydkorea, och USA vann båda matcherna.
Oswalt representerade även USA vid World Baseball Classic 2009. Han startade tre matcher, varav han vann en och förlorade en, och hade en ERA på 5,56 och sju strikeouts.